# Nuoto ai campionati europei di nuoto 2020 - Staffetta 4x100 metri misti maschile
La staffetta 4x100 metri misti maschile dei campionati europei di nuoto 2020 si è svolta il 23 maggio 2021 presso la Duna Aréna di Budapest, in Ungheria.

## Podio
| Posizione | Oro                                                                                        | Argento | Bronzo                                                                                                 |
| --------- | ------------------------------------------------------------------------------------------ | --- | --- |
| Nazione   | Gran Bretagna                                                                              | Russia | Italia                                                                                                 |
| Atleti    | Luke Greenbank Adam Peaty James Guy Duncan Scott Joe Litchfield* James Wilby* Thomas Dean* | Kliment Kolesnikov Kirill Prigoda Michail Vekoviščev Andrej Minakov Evgenij Rylov* Anton Čupkov* Alexander Kudashev* Aleksandr Shchegolev* | Thomas Ceccon Nicolò Martinenghi Federico Burdisso Alessandro Miressi Alessandro Pinzuti* Piero Codia* |

## Record
Prima della manifestazione il record del mondo (RM), il record europeo (EU) e il record dei campionati (RC) erano i seguenti.
|  | 3'27"28 | Stati Uniti   | 2 agosto 2009 Roma     |
|  | 3'28"10 | Gran Bretagna | 28 luglio 2019 Gwangju |
|  | 3'30"44 | Gran Bretagna | 9 agosto 2018 Glasgow  |

Durante la competizione è stato stabilito il seguente nuovo record.
| Data           | Evento | Nazione       | Tempo   | Record |
| -------------- | ------ | ------------- | ------- | ------ |
| 23 maggio 2021 | Finale | Gran Bretagna | 3:28.59 |        |

## Risultati

### Batterie
Le batterie si sono svolte alle 10:54.
| Pos. | Batteria | Corsia | Nazione       | Atleti | Tempo   | Note |
| ---- | -------- | ------ | ------------- | --- | ------- | ---- |
| 1    | 2        | 8      | Gran Bretagna | Joe Litchfield (54"09) James Wilby (58"90) Duncan Scott (51"43) Thomas Dean (48"06)                                | 3'32"48 | Q    |
| 2    | 2        | 7      | Francia       | Yohann Ndoye Brouard (52"96) Theo Bussiere (1'00"30) Mehdy Metella (51"26) Maxime Grousset (47"98)                 | 3'32"50 | Q    |
| 3    | 1        | 3      | Italia        | Thomas Ceccon (53"69) Alessandro Pinzuti (59"60) Piero Codia (52"13) Alessandro Miressi (48"05)                    | 3'33"47 | Q    |
| 4    | 1        | 0      | Polonia       | Kacper Stokowski (54"42) Jan Kozakiewicz (1'00"41) Paweł Korzeniowski (51"54) Jakub Kraska (48"16)                 | 3'34"53 | Q    |
| 5    | 1        | 1      | Irlanda       | Shane Ryan (54"11) Darragh Greene (58"98) Brendan Hyland (52"85) Jack McMillan (48"68)                             | 3'34"62 | Q    |
| 6    | 1        | 9      | Russia        | Evgenij Rylov (53"44) Anton Čupkov (58"94) Alexander Kudashev (53"49) Aleksandr Shchegolev (48"85)                 | 3'34"72 | Q    |
| 7    | 2        | 0      | Bielorussia   | Viktar Staselovich (54"92) Il'ja Šymanovič (58"20) Yauhen Tsurkin (52"21) Artsiom Machekin (49"54)                 | 3'34"87 | Q    |
| 8    | 1        | 4      | Germania      | Björn Kammann (55.38) Lucas Matzerath (59.11) Ramon Klenz (52.25) Josha Salchow (48.26)                            | 3:35.00 | Q    |
| 9    | 2        | 3      | Lituania      | Danas Rapšys (55"14) Andrius Šidlauskas (59"23) Deividas Margevičius (52"29) Simonas Bilis (48"82)                 | 3'35"48 |      |
| 10   | 2        | 5      | Ungheria      | Benedek Kovács (54"78) Tamás Takács (1'01"18) Hubert Kós (52"22) Nándor Németh (47"87)                             | 3'36"05 |      |
| 11   | 1        | 7      | Svezia        | Gustav Hökfelt (55"29) Erik Persson (59"72) Simon Sjödin (52"28) Isak Eliasson (48"87)                             | 3'36"16 |      |
| 12   | 1        | 5      | Austria       | Bernhard Reitshammer (55"12) Christopher Rothbauer (1'01"67) Simon Bucher (51"80) Heiko Gigler (48"03)             | 3'36"62 |      |
| 13   | 2        | 9      | Turchia       | Berke Saka (55"73) Berkay-Ömer Öğretir (58"86) Ümitcan Güreş (52"31) Baturalp Ünlü (49"99)                         | 3'36"89 |      |
| 14   | 2        | 1      | Grecia        | Apostolos Christou (53"71) Konstantinos Meretsolias (1'00"01) Stefanos Dimitriadis (54"38) Andreas Vazaios (48"96) | 3'37"06 |      |
| 15   | 2        | 4      | Bulgaria      | Kaloyan Levterov (55"89) Lyubomir Epitropov (1'00"13) Josif Miladinov (52"29) Antani Ivanov (49"17)                | 3'37"48 |      |
| 16   | 1        | 8      | Estonia       | Armin Evert Lelle (55"21) Martin Allikvee (1'01"81) Alex Ahtiainen (52"43) Daniel Zaitsev (48"31)                  | 3'37"76 |      |
| 17   | 2        | 2      | Rep. Ceca     | Jan Čejka (54"31) Matěj Zábojník (1'01"84) Jan Šefl (52"30) Adam Hlobeň (49"82)                                    | 3'38"27 |      |
| 18   | 1        | 2      | Norvegia      | Markus Lie (55"68) André Klippenberg Grindheim (1'00"36) Tomoe Zenimoto Hvas (52"98) Nicholas Lia (49"50)          | 3'38"52 |      |
| 19   | 2        | 6      | Slovacchia    | Alex Kušík (58"43) Tomáš Klobučník (1'02"22) Ádám Halás (53"80) Matej Duša (50"17)                                 | 3'44"62 |      |
|      | 1        | 6      | Svizzera      | Roman Mityukov (54"55) Jeremy Desplanches (1'01"24) Noè Ponti (52"12) Antonio Djakovic                             | dq      |      |

### Finale
La finale si è svolta alle ore 19:14.
| Pos.    | Corsia | Nazione       | Atleti                                                                                                | Tempo   | Note |
| ------- | ------ | ------------- | --- | ------- | ---- |
| Oro     | 4      | Gran Bretagna | Luke Greenbank (53"64) Adam Peaty (57"38) James Guy (50"65) Duncan Scott (46"92)                      | 3'28"59 |      |
| Argento | 7      | Russia        | Kliment Kolesnikov (52"13) Kirill Prigoda (59"02) Michail Vekoviščev (50"94) Andrej Minakov (47"41)   | 3'29"50 |      |
| Bronzo  | 3      | Italia        | Thomas Ceccon (53"59) Nicolò Martinenghi (57"84) Federico Burdisso (51"29) Alessandro Miressi (47"21) | 3'29"93 |      |
| 4       | 6      | Polonia       | Kacper Stokowski (54"18) Jan Kozakiewicz (59"34) Jakub Majerski (51"11) Jakub Kraska (48"19)          | 3'32"82 |      |
| 5       | 5      | Francia       | Yohann Ndoye Brouard (53"22) Théo Bussière (1'00"60) Mehdy Metella (51"46) Maxime Grousset (47"82)    | 3'33"10 |      |
| 6       | 1      | Bielorussia   | Viktar Staselovich (54"75) Il'ja Šymanovič (57"84) Yauhen Tsurkin (51"93) Artsiom Machekin (49"68)    | 3'34"20 |      |
| 7       | 2      | Irlanda       | Shane Ryan (54"23) Darragh Greene (59"20) Brendan Hyland (53"08) Jack McMillan (48"37)                | 3'34"88 |      |
| 8       | 8      | Germania      | Björn Kammann (55"42) Lucas Matzerath (58"95) Ramon Klenz (52"09) Josha Salchow (48"81)               | 3'35"27 |      |